# Prostřední Paště
Prostřední Paště (německy Mitter-Waid) je zaniklá osada nacházející se na jižním svahu hory Křemelné v okrese Klatovy. Je jednou ze tří částí zaniklé obce paště. Přední Paště je území o rozloze 0,69 km² spadající do katastrálního území Paště, spadající pod obec Hartmanice. Zaniklá osada leží v Národním parku Šumava.

## Lokalita
Zaniklá osada Prostřední Paště se nachází na jihovýchodním svahu hory Křemelné. Společně s Předními Paštěmi (neměcky Vorder Waid) a Zadními Paštěmi (německy Hinter Waid) tvořily obec zvanou Paště. Celé území bývalo pod správou již také zaniklé obce Stodůlky, jejíž katastrální území bývalo druhé největší v Čechách.
Paště se nachází nad řekou Křemelná. Zaniklá vesnice je velmi špatně přístupná, a tak zde v minulosti vznikaly cesty. Na Paště se chodilo po cestě kolem hory Křemelné ze zaniklé obce Stodůlky, dále po cestě od Babylonu a údolím Wunderbachu k lávce přes Otavu u Myších domků. Tato nepraktická lávka, sloužící zejména pro dělníky šumavských skláren, byla ve 30. letech 20. století přestavěna na železobetonový most, který se zde nachází dodnes. Dnes jsou však cesty přes Stodůlky a přes Paštěcký most nepřístupné – cestou přes Stodůlky nelze jít kvůli špatnému technickému stavu mostu přes řeku Křemelnou a přes Paštěcký most je průchod zakázán z důvodu možnosti pádu uschlých stromů po kůrovcové kalamitě v Národním parku Šumava. Poslední cesta z Malého Radkova přes Velký Babylon je přístupná pouze pěšky nebo na kole.
Samotné Prostřední Paště se nalézají ve výšce 812 m n. m. a lze odsud vidět na protější vrchy Jelenov, Malý Kozí Hřbet a Velký Kozí hřbet. Také je možno vidět obec Srní a Huťskou horu.

## Historie

### První zmínky o vesnici
První zprávy o Paštích jsou již ze středověku, patrně z 15. století. Zhruba od 12. ve 13. století osídlil oblast šumavského pohraničí německý lid a tak lze předpokládat, že i na Paštích žila většina Němců. Samotná obec vznikla pravděpodobně v již zmiňovaném 15. století, kdy obyvatele této obce přilákala na tato místa těžba zlata odehrávající se v útrobách hory Křemelné. Pozůstatky těžebních štol zde lze najít i ve 21. století.

### Paštěcká sklárna
První písemná zmínka o Paštích je z roku 1606 z obchodního dokumentu zdejšího skláře Hanse Hasenkopfa. Sklářství bylo pro Paště, stejně jako pro velkou část Šumavy, významným průmyslovým odvětvím. Další záznam je z roku 1608, kdy Hans Hasenkopf koupil paštěckou sklárnu od původního provozovatele Martina Zoglauera. Z počátku se ve zdejší sklárně vyráběly především páteříky, výchozí suroviny pro výrobu dalšího skla. Po Hansi Hasenkopfovi převzal sklárnu jeho syn Mathias Hasenkopf. Sklářská huť zde ale nejspíše příliš neprosperovala, což dokládá zápis z berní ruly z dob třicetileté války, která právě Mathiase Hasenkopfa zmiňuje. V tu dobu se ve sklárně vyráběly převážně růžence. V roce 1688 byl huťmistrem paštěcké sklárny Veit Haas. Pro provoz sklárny však bylo potřeba velké množství dřeva, což způsobilo vykácení rozlehlých lesních ploch. Velké planiny byly vhodné pro zemědělské hospodaření, které po přelomu 18. století sklářské řemeslo úplně zastínilo.

### Rozšiřování obce a nejznámější statek Korlhof

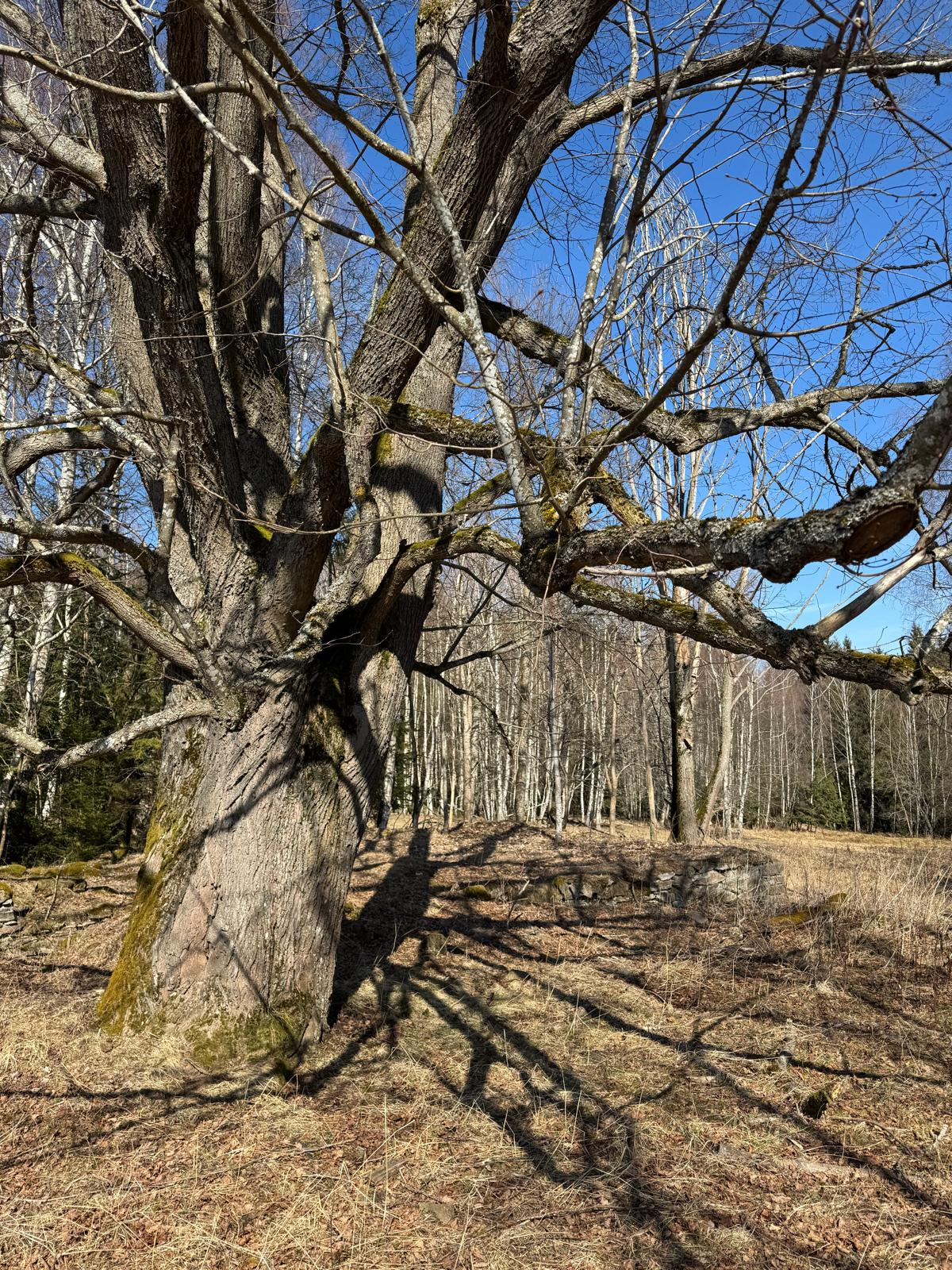
Lípa před stavením čp. 266 (hostincem)

Během 18. století se vlivem hospodářské činnosti začaly Prostřední Paště rozrůstat a staly se jádrem celé osady Paště. Vzniklo zde pravděpodobně 9 větších hospodářských stavení a mnoho kůlen a stodol okolo nich. Úplně první statky začaly vznikat na Předních Paštích. Nejznámější z nich je nejspíše Hofmannhof (Hofmannsbauer) s čp. 22, jehož první majitel pravděpodobně zasadil Paštěckou lípu. Druhou usedlostí je Lettlhof s čp. 20, z něhož dnes zbyly už jen ruiny sklepa. Nedaleko Lettlhofu vznikla v roce 1865 škola, která v roce 1900 vyhořela. Záhy byla postavena nová, ta byla zničena v 50. letech po vysídlení Němců při uzavření pohraničí po válce.

#### Korlhof
Prvním velkým statkem na Prostředních Paštích byl statek Korlhof s čp. 13, který nechal vystavět potomek sklářů Hasenkopfů. Tento statek se nachází na křižovatce k Velkému Babylonu a Zadním Paštím (Hinter Waid). Ke stavení patřil výminek s čp. 266, což je nejvíce dochované stavení v celé osadě. Celou usedlost koupil v tel statku Hofmannsbauer z Předních Paští. Od tohoto roku sloužilo stavení jako hostinec a centrum večerního života.
Naproti Korlhofu se měla domek s malým obchůdkem paní Theresie Wienerl. Zdejším unikátem byly dřevěné „sýpky“ (německy Speicher) tzv. „Troiböden“ , které byly památkově chráněny již za První republiky.

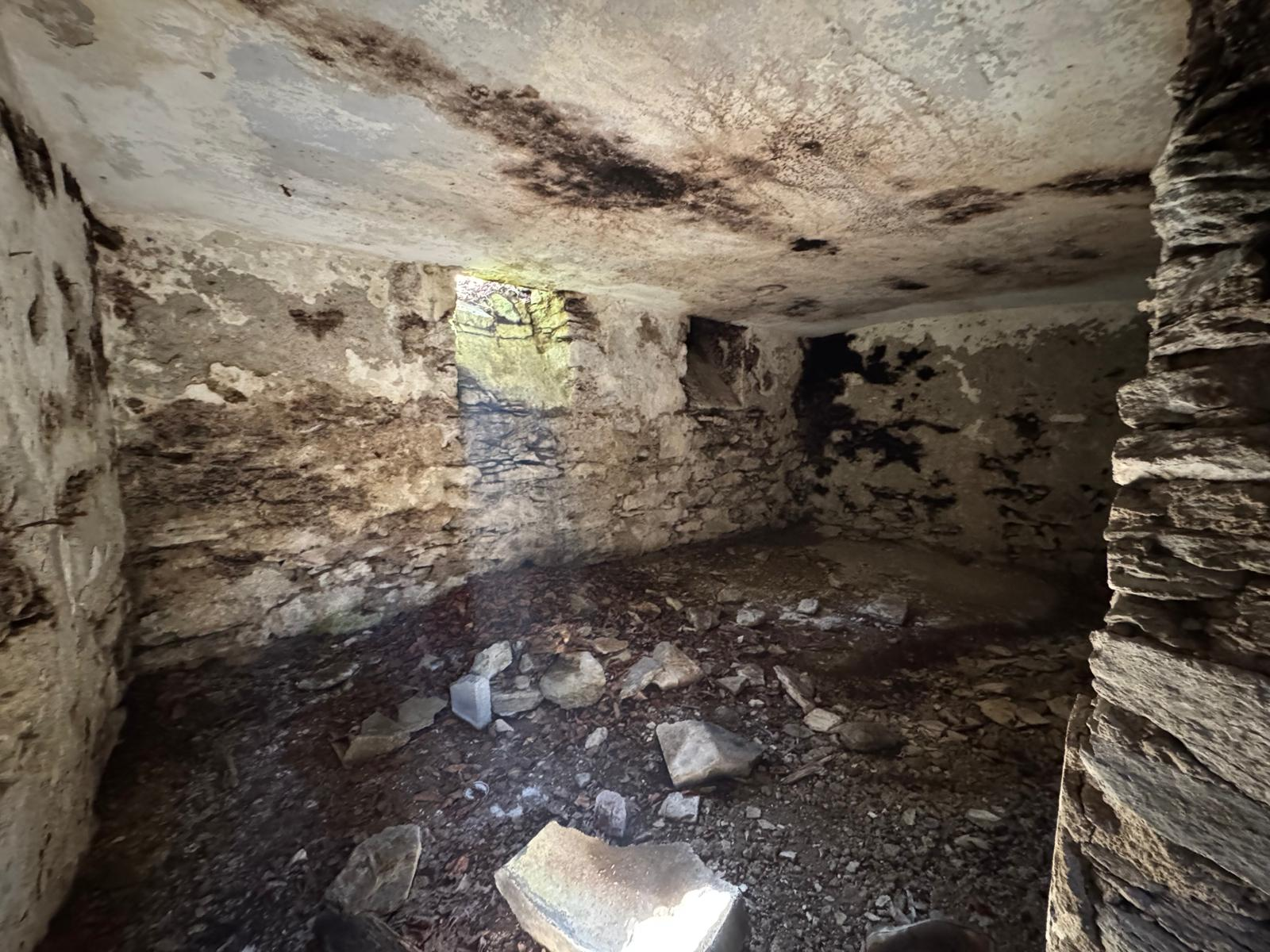
ruiny sklepa zaniklého hostince čp. 266

### Zánik obce
V roce 1946 po druhé světové válce byly všichni obyvatelé pohraniční osady vyhnáni do Německa. Paště se tedy staly pustým a odlehlým místem. Během let 1946 –1950 proběhly pokusy (ze strany státu) opuštěné vesnice osídlit. Tyto pokusy byly většinou úspěšné u bohatých pohraničních obcí a měst, nicméně šumavské náročné klimatické podmínky a špatná dopravní dostupnost na Prostřední Paště nikoho nepřilákaly. Na Předních Paštích se údajně usadily dvě rodiny, jejichž hospodaření bylo pro osady spíše ničení. Traduje se, že zatímco v jednom statku bydleli, druhý sloužil jako zdroj dřeva pro topení. Obě rodiny odešly před rokem 1950.
V roce 1950 vzniklo v tomto prostoru hraniční pásmo a započala částečná demolice stavení a statků za účelem znemožnění úkrytu diverzantům a převaděčům. Toto ještě podpořil vznik Vojenského výcvikového prostoru Dobrá Voda v roce 1952. V tu dobu byly všechny domy bezprostředně srovnané se zemí. Osada tedy zanikla a zříceniny statků zarostly zelení až do podoby, kterou vidíme v 21. století.

## Původ jména
Vzhledem k původně německy hovořícímu obyvatelstvu lze předpokládat i německý původ jména. Současným německým názvem pro Paště je Waid. V dobovém dokumentu z roku 1630 jsou obyvatelé Paští označeni jako „Die von der Weite“, česky „Ti z dálek“, což mohlo být zkomoleno na Waid (Paště) a mohlo označovat odloučenou a samotářskou oblast. Druhá teorie vychází z německého slova „die Weide“, v českém překladu „pastva, pastvina“. Tento význam odpovídá tedy i českému překladu Paště – Pastvy.

## Zajímavosti
- Paštěcká lípa
- kaple Panny Marie Pomocné na Předních Paštích

## Galerie

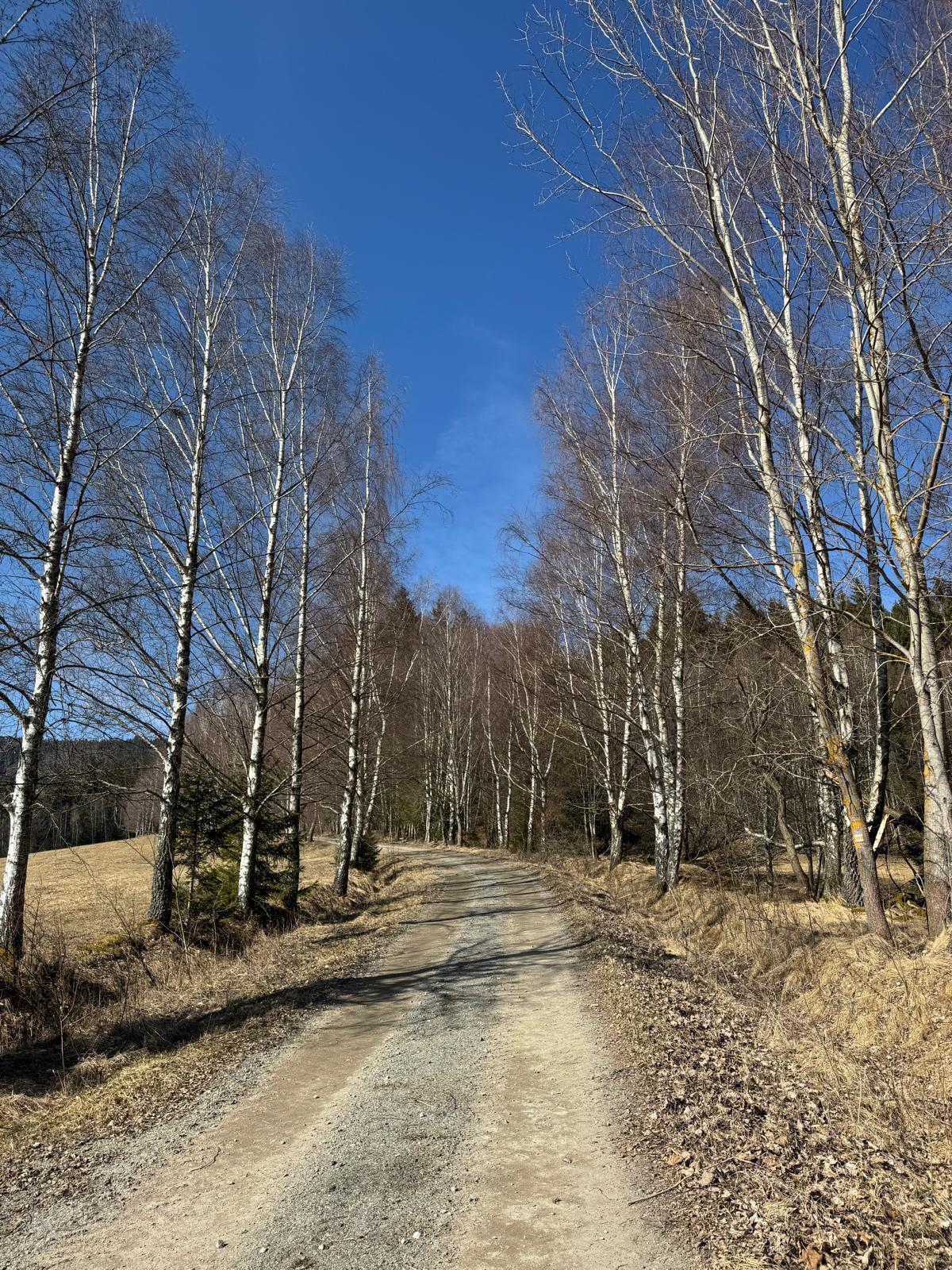
Cesta na Velký Babylon z Prostředních Paští
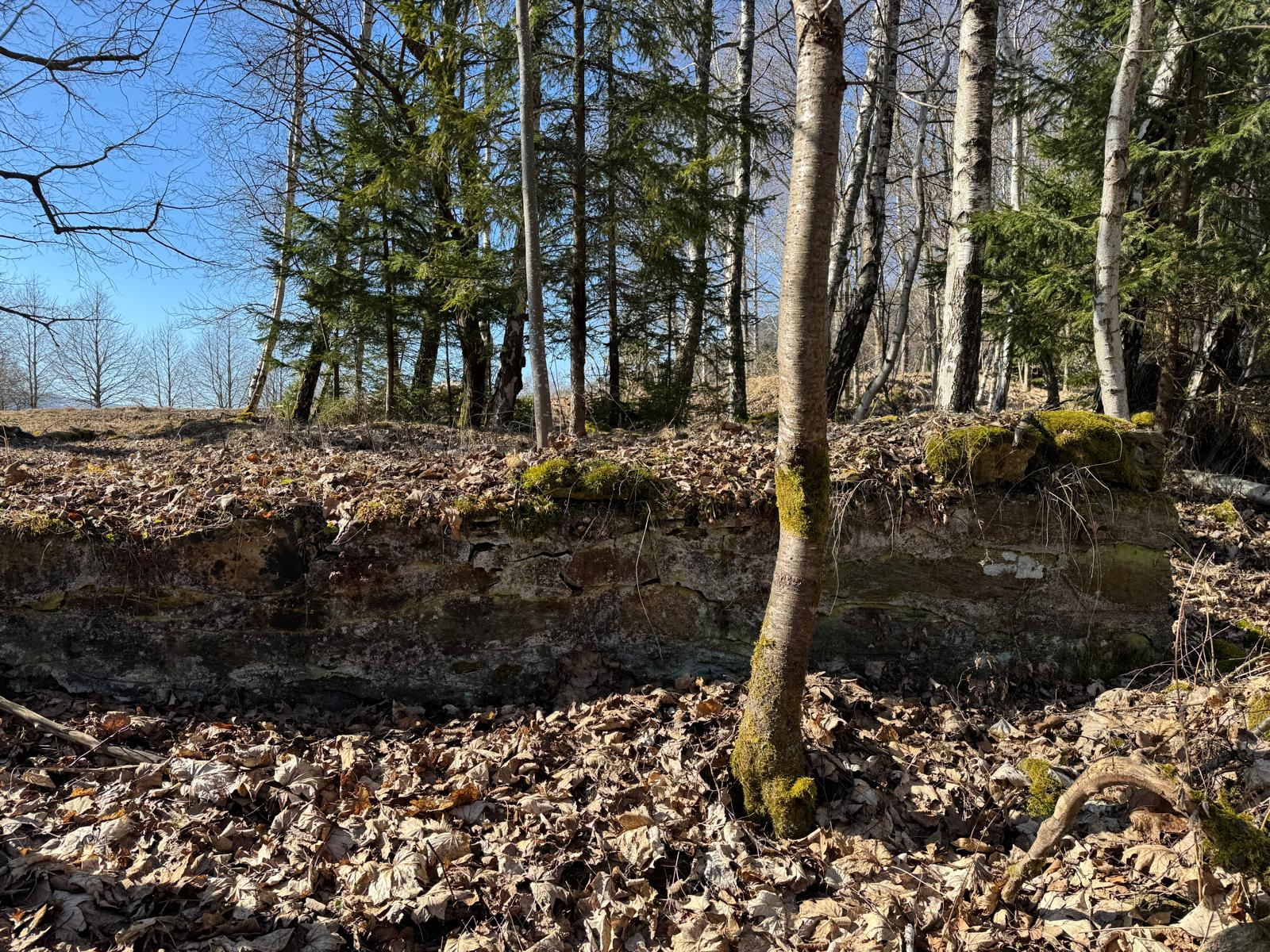
zbytky podezdívky zaniklého hostince
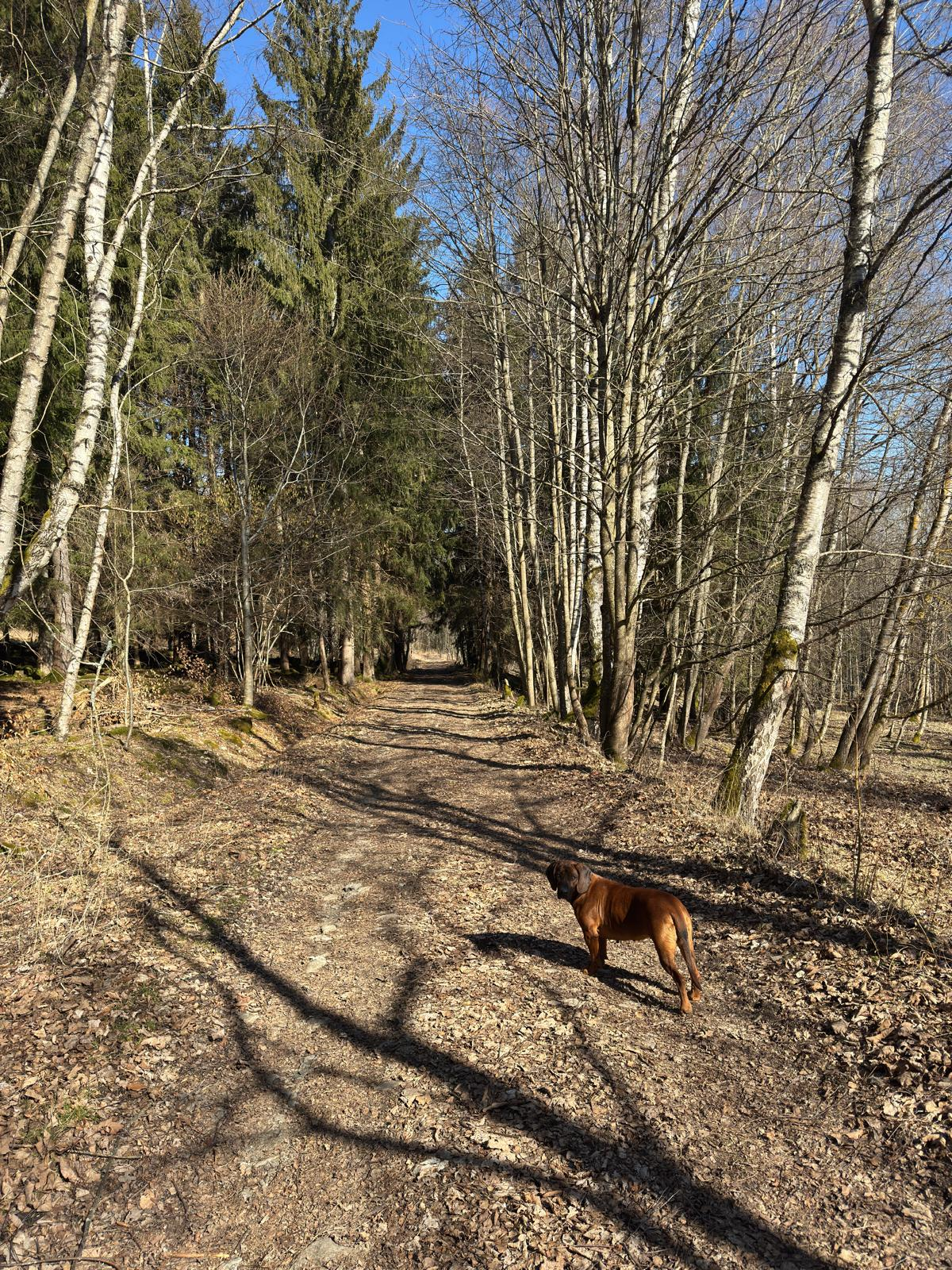
Cesta na Přední Paště
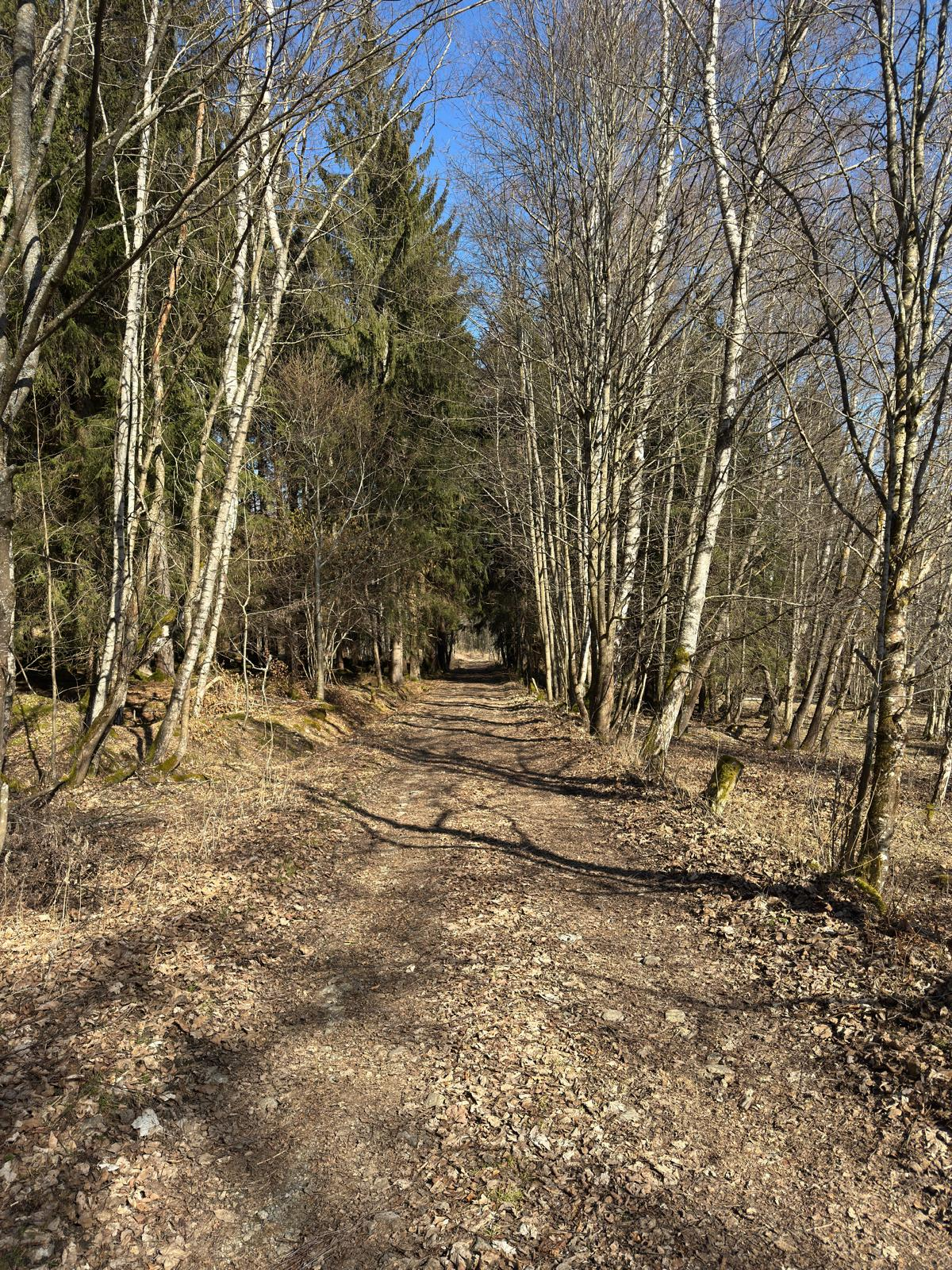
cesta na Přední Paště 2
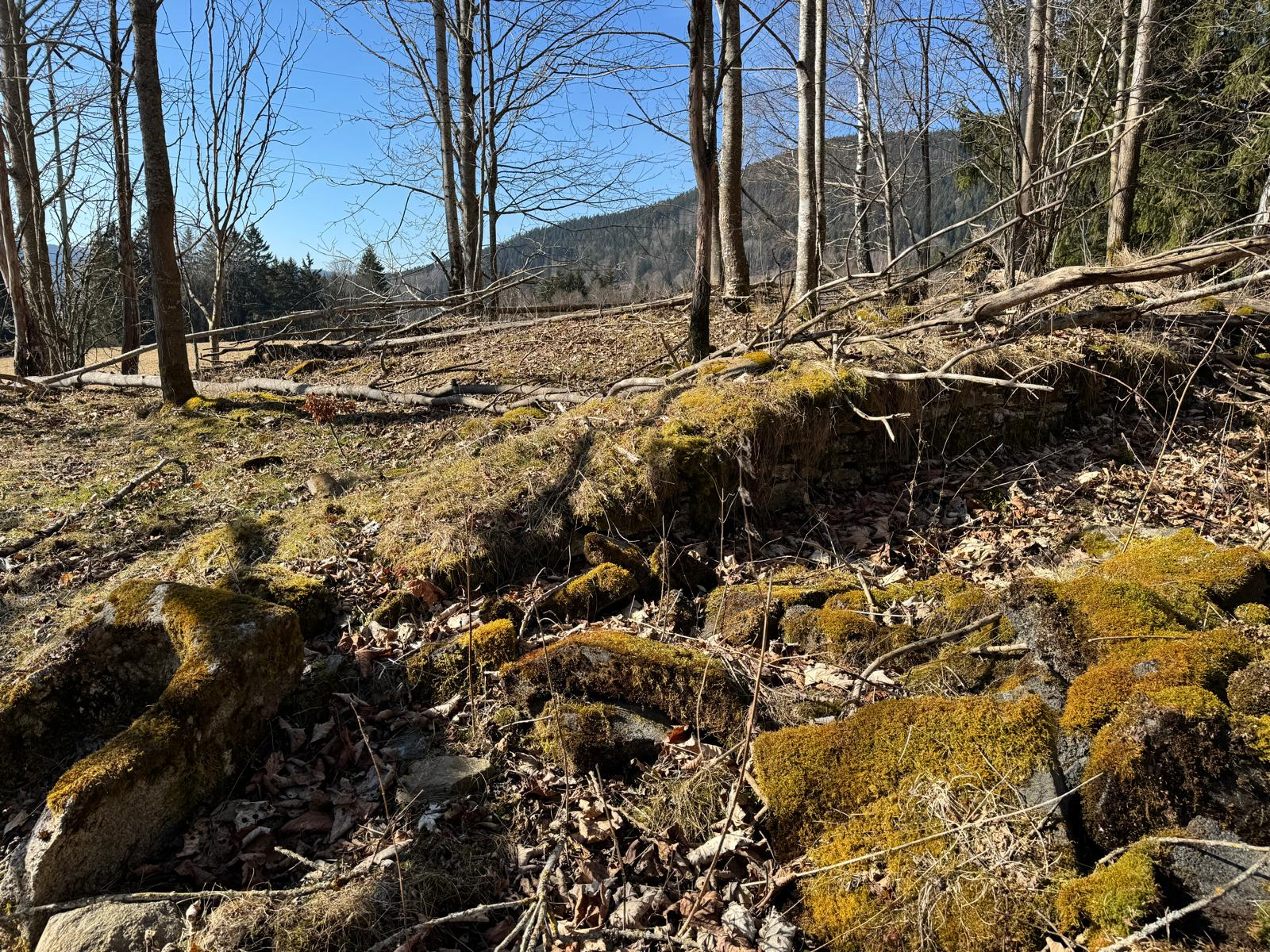
Podezdívka zaniklého stavení na Prostředních Paštích
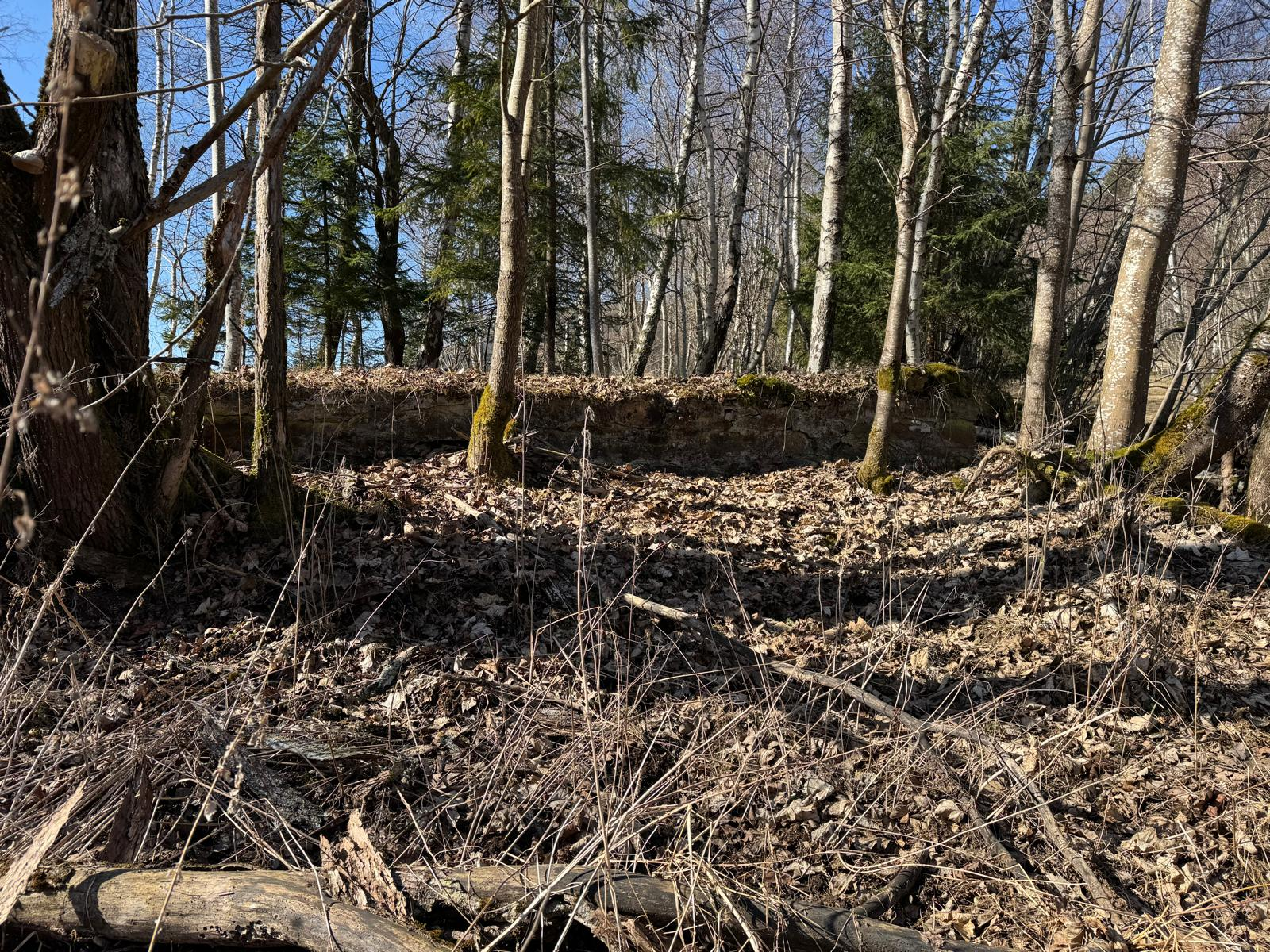
ruiny na Prostředních Paštích
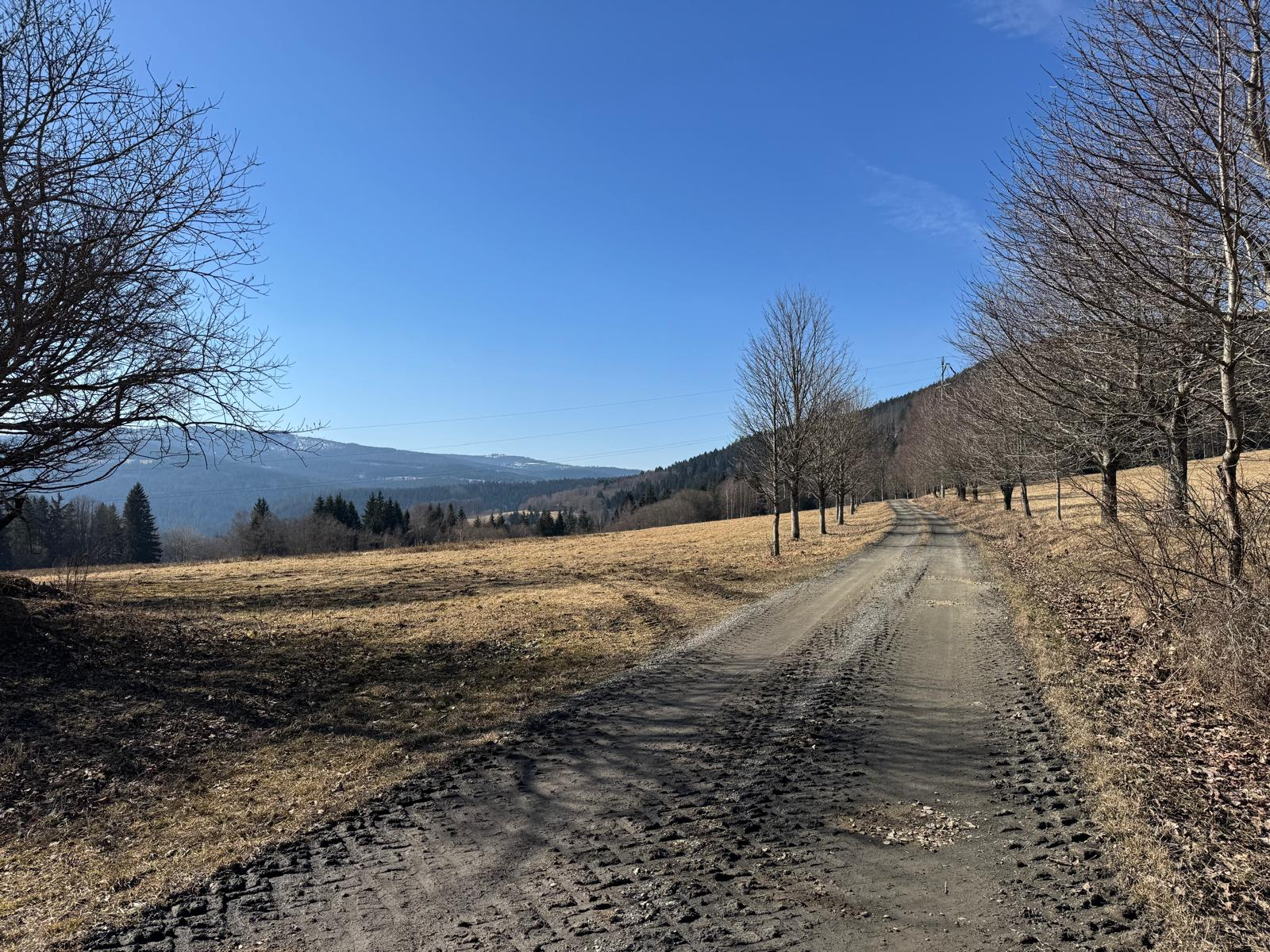
Cesta na Zadní Paště
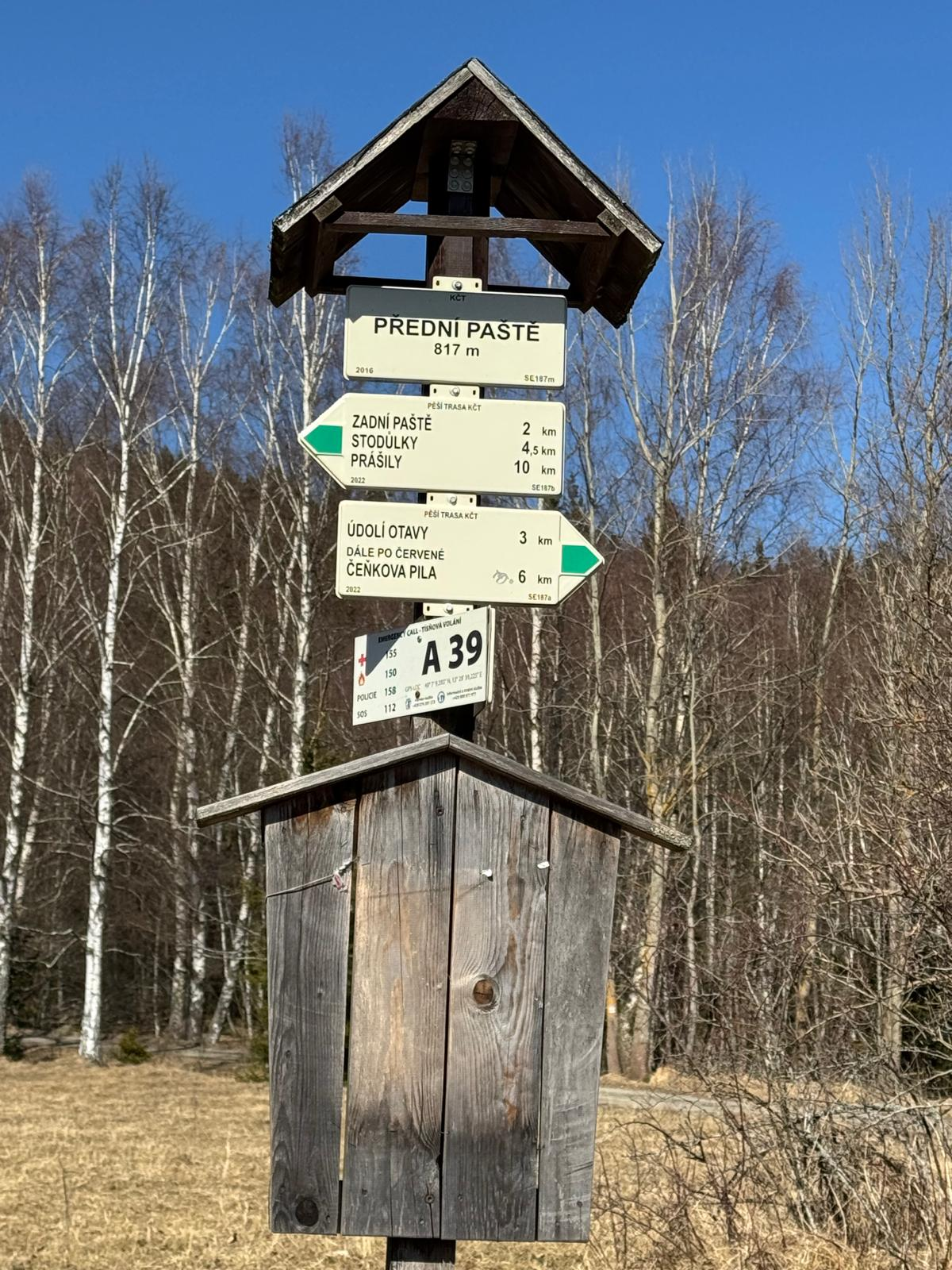
rozcestník na Předních Paštích
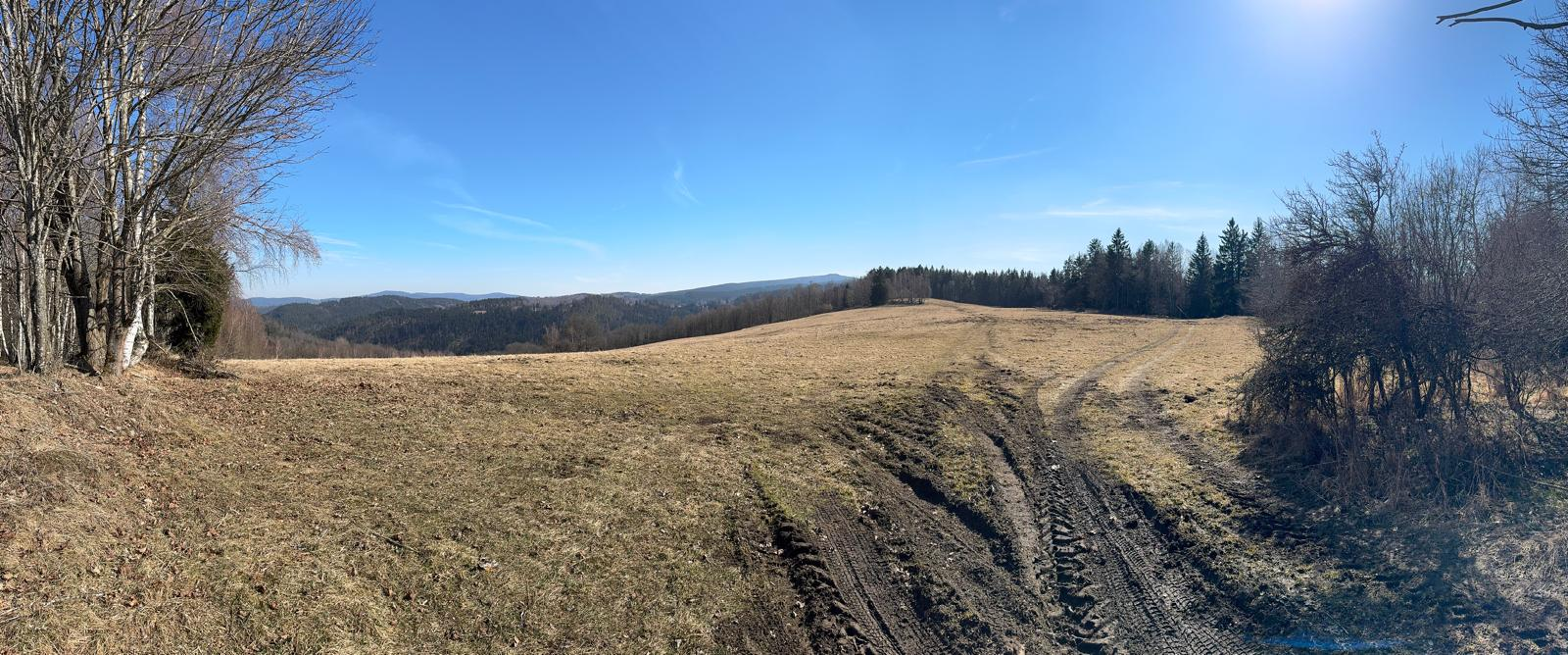
panoramatický výhled z Prostředních Paští na Jelenov
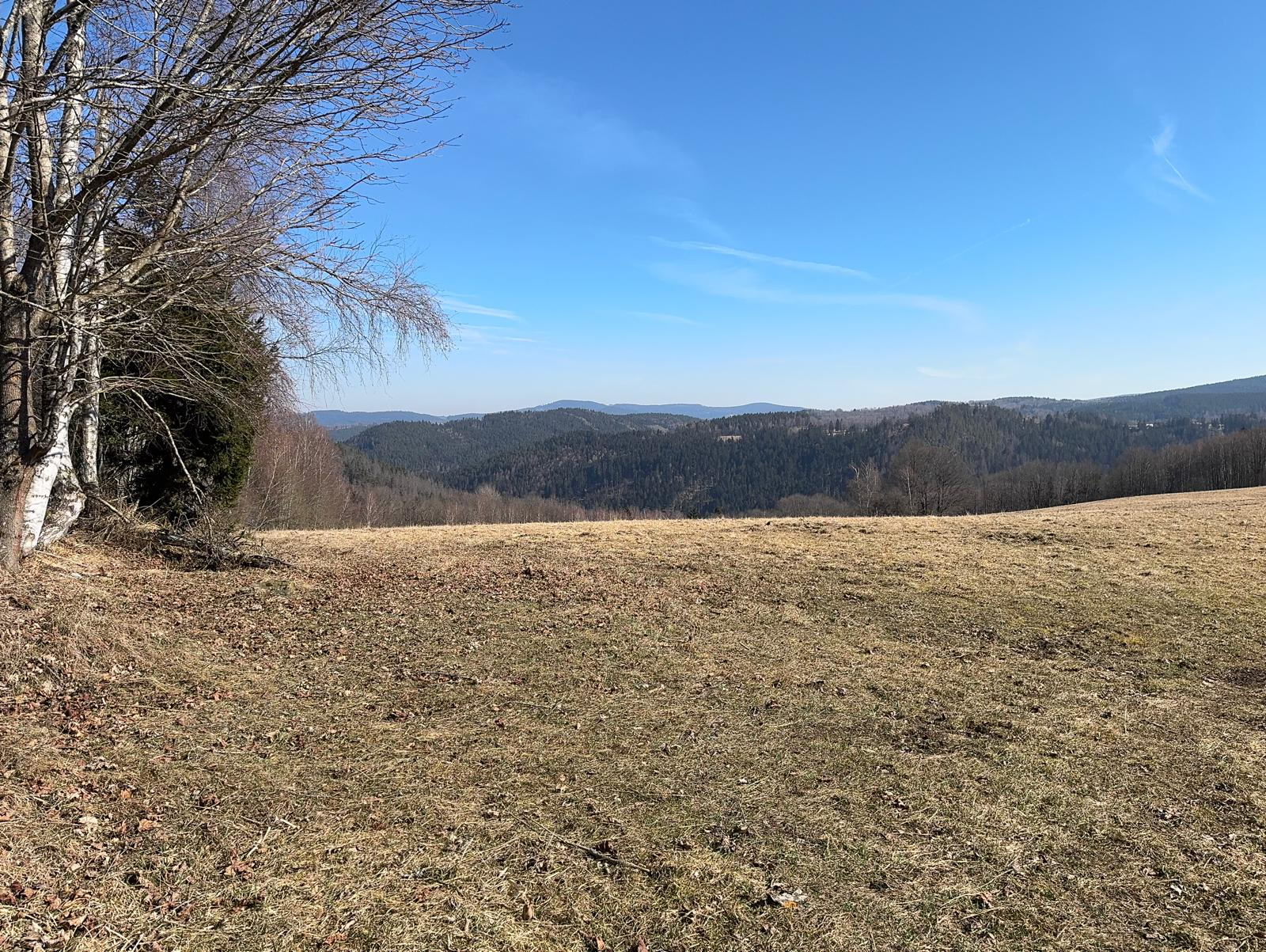
výhledy z Prostředních Paští
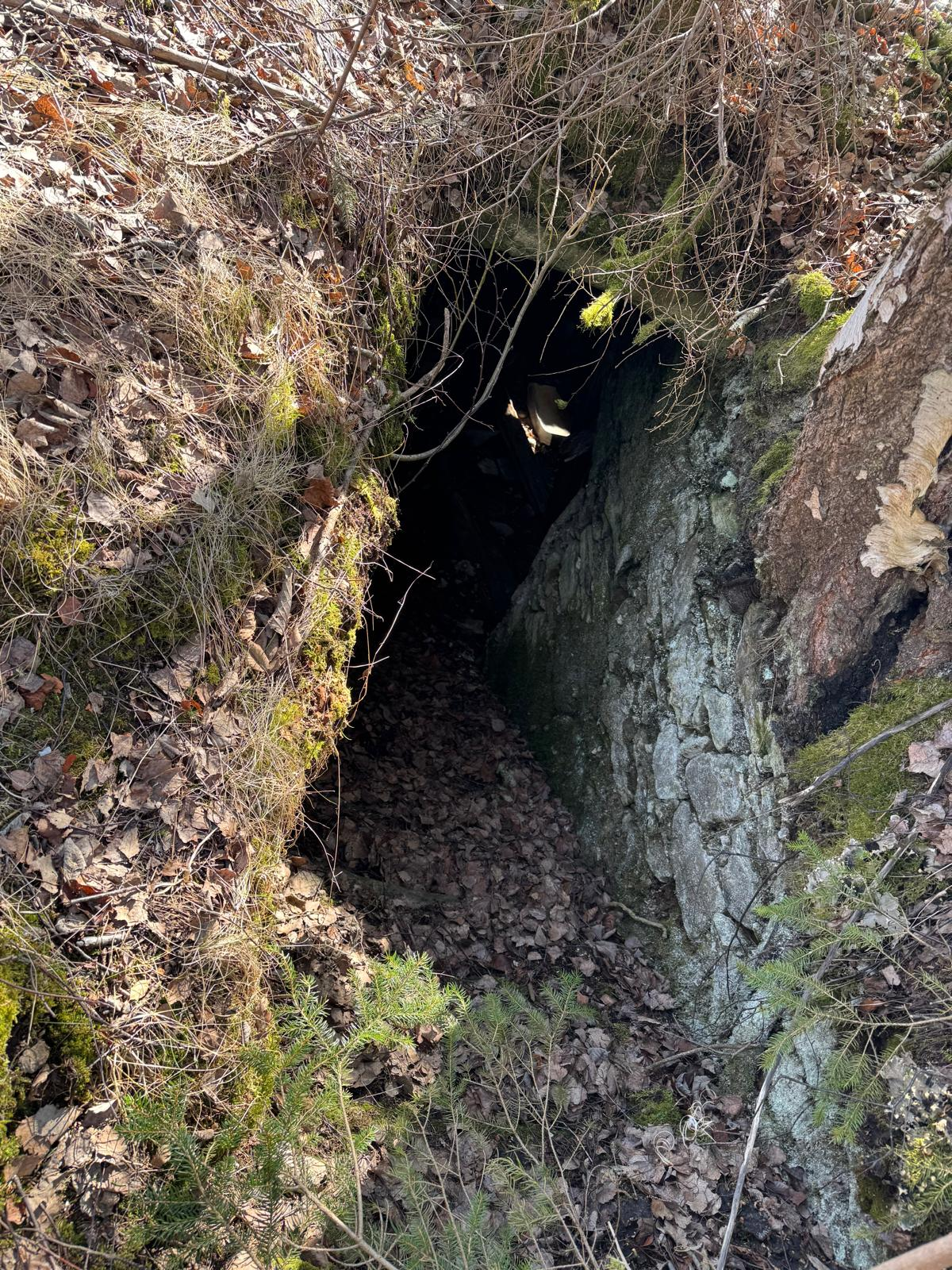
vchod do sklepa zaniklého stavení čp. 266 (hostince)
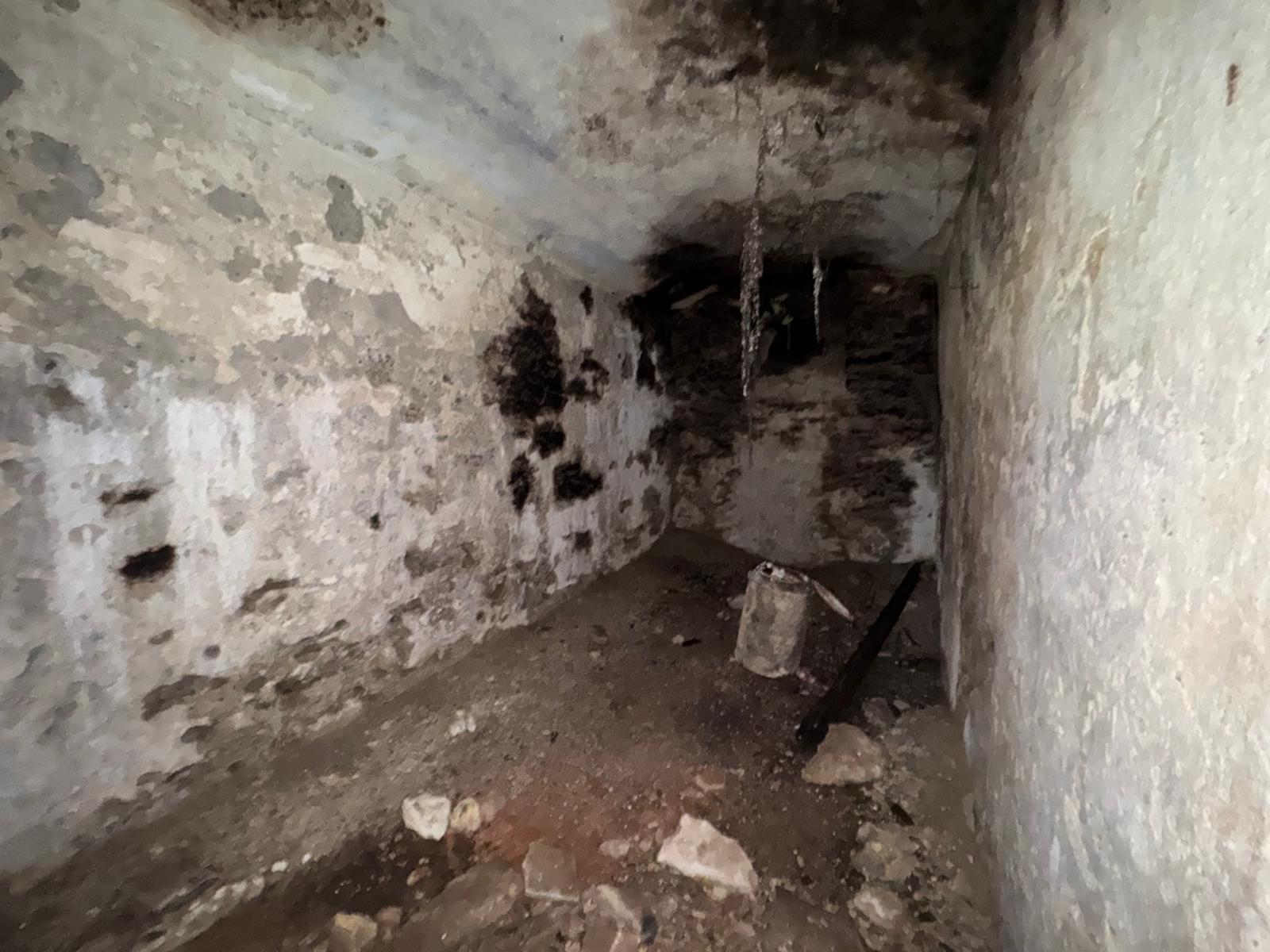
ruiny sklepa zaniklého stavení čp. 266 (hostince)
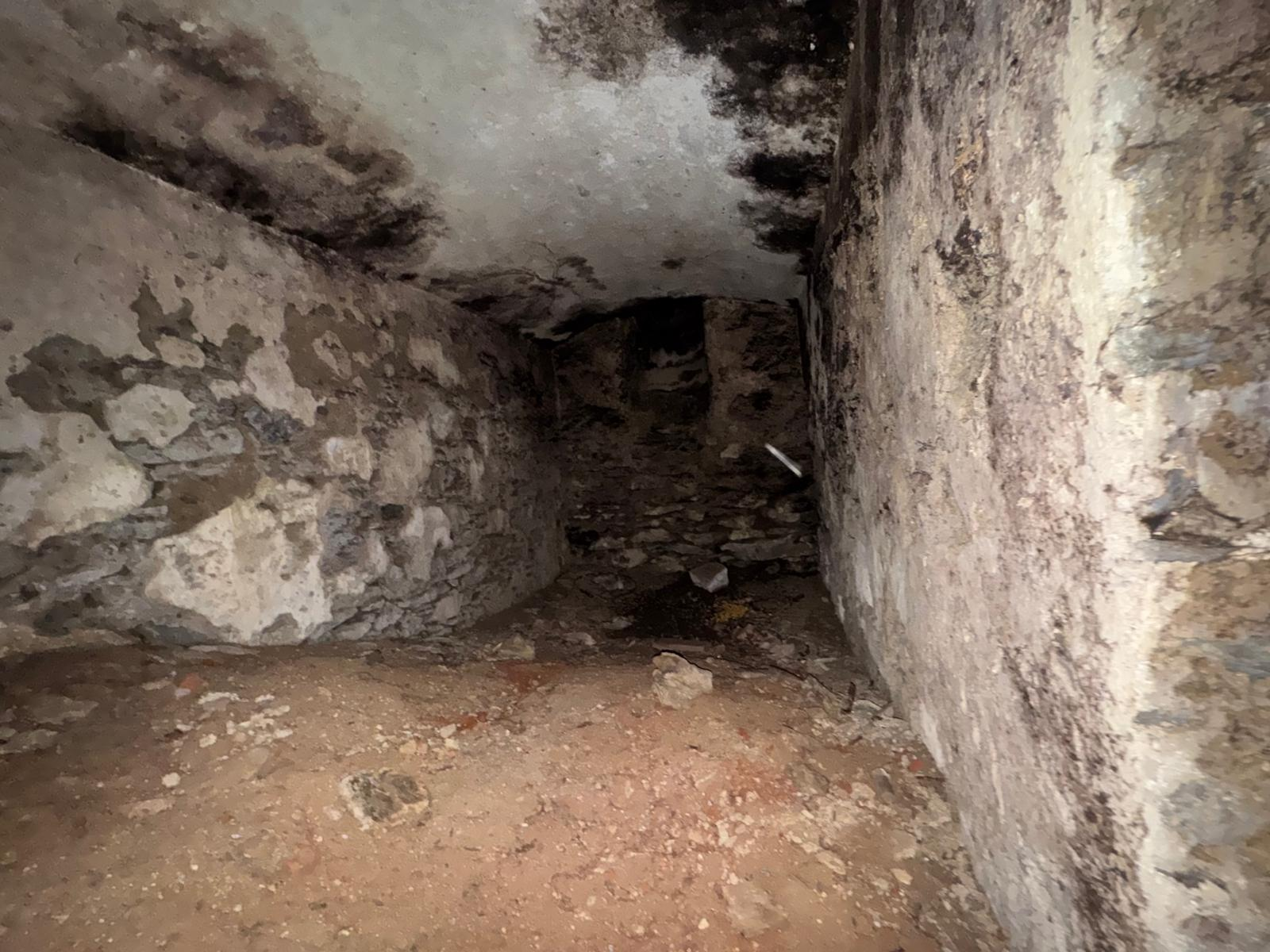
ruiny sklepa zaniklého stavení čp. 266 (hostince)